# 教育部 (創価学会)
教育部（きょういくぶ）は、創価学会員の学校の教員免許の所持者が所属している職業別の人材グループである。

## 概要
創価学会「教育部」は、創価学会員の学校の教員免許の所持者により構成されており、創価学会の理念や歴史を学び、それらを地域や社会に広げるために教育界で活動をしている。
「教育部」は、日頃の教育現場での様々な実践を語り合い、自身の教育技術を磨くとともに、教育のあり方を考える場としての「人間教育実践報告大会」や「人間教育フォーラム」や展示・講演活動などのイベントを行っている。
宗教法人の創価学会は、1930年（昭和5年）に尋常小学校の元校長だった牧口常三郎（初代会長）と尋常小学校の元教員（教師）だった戸田城聖（第2代会長）によって「創価教育学会」として教育者の研究団体として創立された歴史的な経緯があり、創価学会は教育関係者の育成には力を入れている。
戦後の1946年（昭和21年）に名称を「創価教育学会」から「創価学会」に名称変更した。
晩年の池田大作（名誉会長）は、物理的な発展も大事だが、人（人間）を育てることはもっと大事だと語り、『教育こそ、生涯の事業』であると教育の重要性について語っていた。
「教育部」の他に、保育士や幼稚園教員の資格所持者が所属する「幼児・家庭教育部」や生涯学習の関係者が所属する「社会教育部」などの部門がある。